# Aspinoides
Aspinoides é um gênero de mariposa pertencente à família Acrolophidae.